# Café liégeois
Pour les articles homonymes, voir Café (homonymie) et Liégeois.
Le café liégeois, est une recette de dessert-boisson au café, à base de café froid, de crème glacée au café et à la vanille, et de crème chantilly, variante des café viennois, chocolat liégeois, café glacé, ou affogato italien (expresso et glace à la vanille),...

## Préparation
La préparation traditionnelle du café liégeois prenant du temps puisqu'il faut passer à la sorbetière un mélange de café et de crème, le café liégeois est plus rapidement (mais faussement) réalisé de la manière suivante :
Déposer avant de servir, de la glace au café, à la vanille, puis de la crème chantilly, dans un grand verre rempli d'un café expresso serré sucré (refroidit au réfrigérateur, sans le glacer) et ajouter du blanc (genièvre en Belgique) . Le tout peut être agrémenté d'une cigarette russe, et parsemé d'un grain de café concassé pour la décoration...
L'ajout d'alcool résulte d'une invention des restaurateurs qui leur permet d'augmenter le prix de vente.

## Histoire

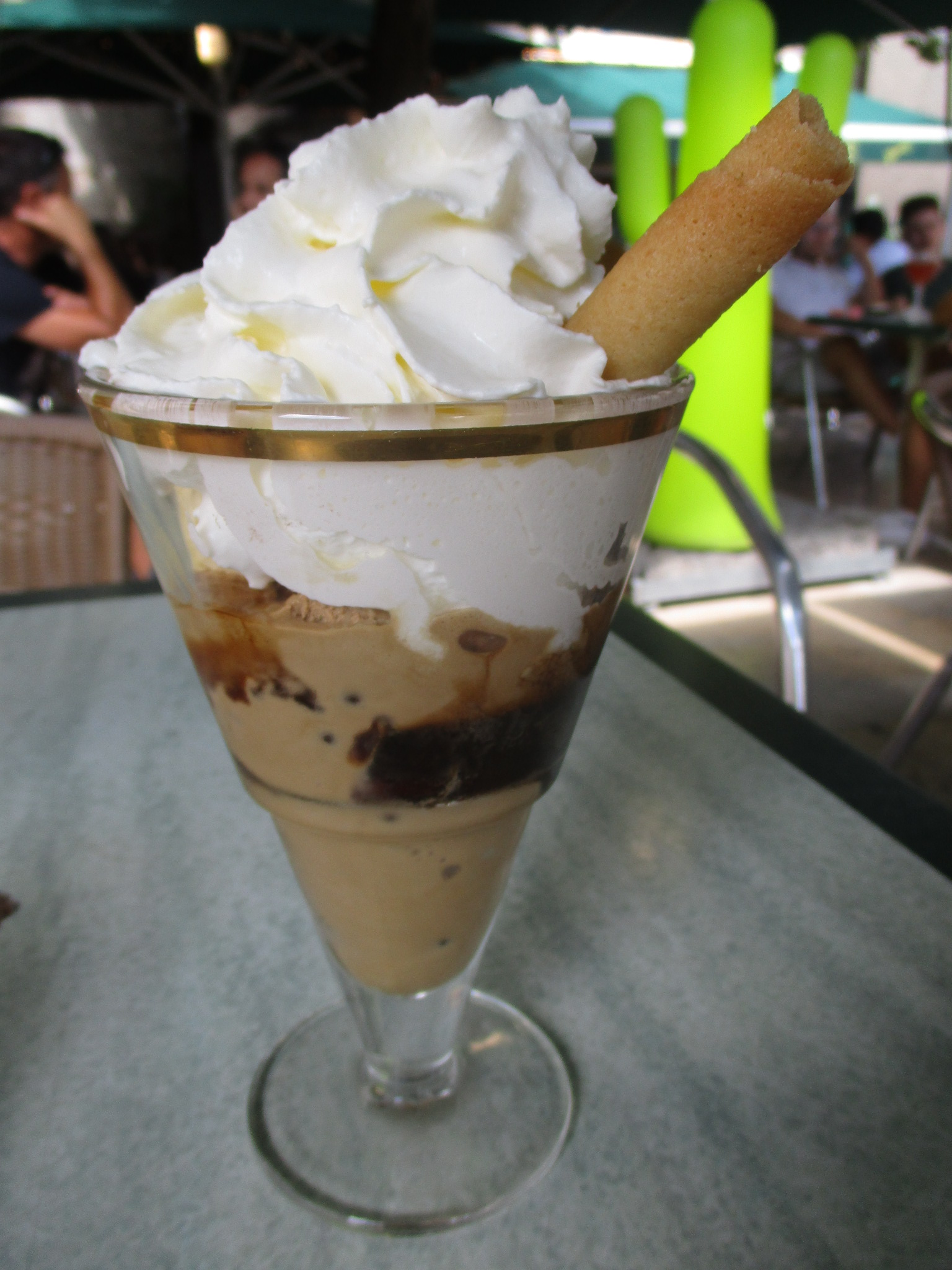
Café liégeois.

Contrairement à ce que son nom pourrait laisser imaginer, le café liégeois n'est pas une spécialité d'origine de la cuisine belge de la ville de Liège, mais un hommage des Alliés à la résistance liégeoise héroïque de la bataille des forts de Liège (du 5 août 1914 au 16 août 1914) face à l'artillerie lourde allemande de la Première Guerre mondiale,. Cette première bataille historique de douze jours de la Grande Guerre, considérée comme une victoire historique par les Alliés, leur offrit un temps précieux, bien que la ville elle-même n'ait pas résisté, les combats appuyés de l'armée belge de campagne sur les forts de Liège ont alors suscité un vif intérêt allié pour cette ville, qui lui valut la Légion d'honneur française.
À Paris, le café viennois autrichien (qui évoque l'Empire austro-hongrois ennemi) est alors rebaptisé « café liégeois » (avec un supplément de crème glacée, de crème chantilly, et de cigarette russe), au même titre qu'à Paris la rue de Berlin et sa station de métro Berlin du quartier de l'Europe sont rebaptisées rue de Liège et Liège. L'expression « café viennois » reste cependant en usage à Liège, coupé de Paris durant les quatre ans d'occupation allemande de la Belgique, jusqu'à l'armistice de 1918.

## Quelques variantes

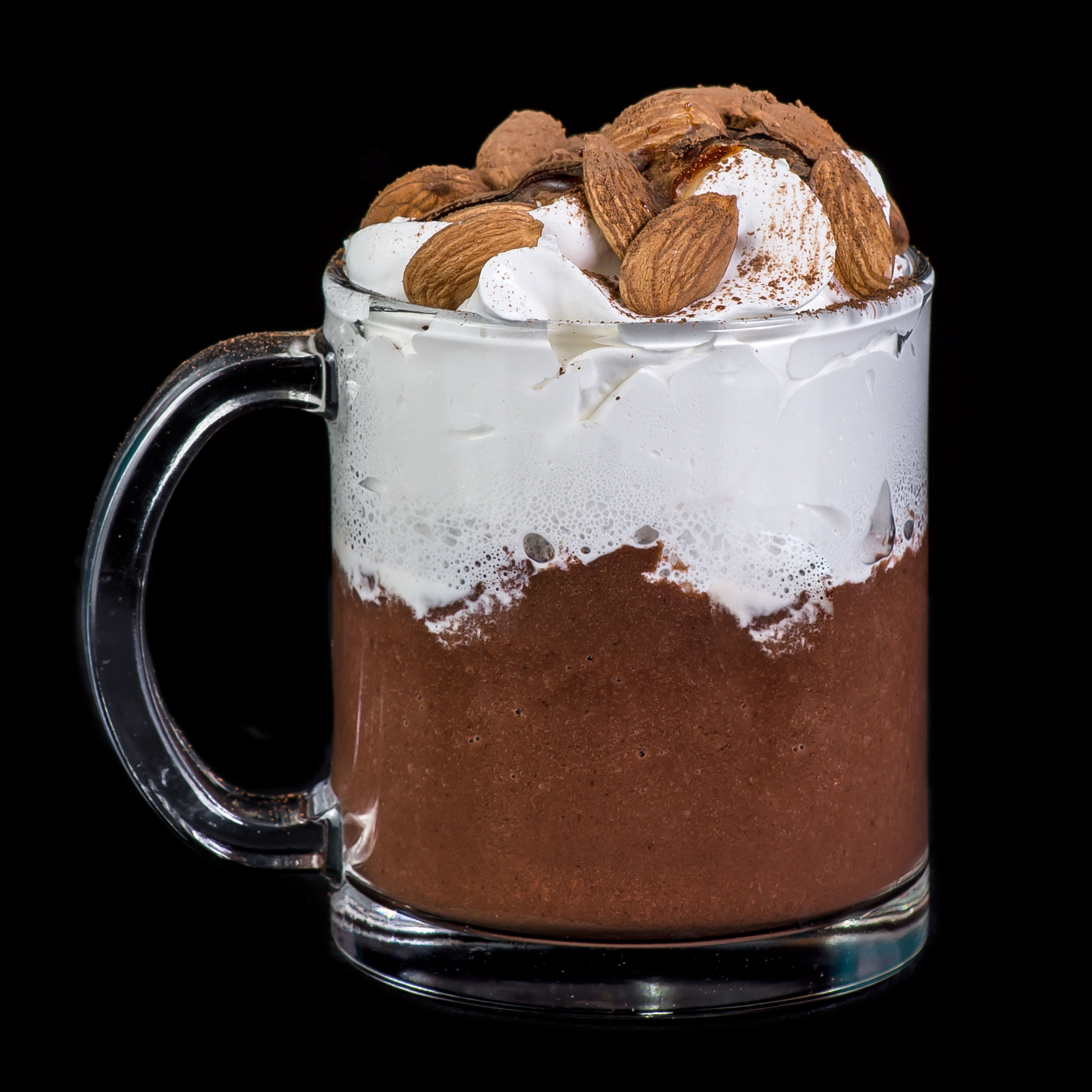
Chocolat liégeois, variante du café viennois.

Avec le chocolat liégeois, le café est remplacé par du chocolat. 
De nombreuses marques de desserts lactés ou crème dessert « liégeois » ou « viennois » au café, chocolat, ou à la vanille, recouvert d'une nappe de crème chantilly, sont commercialisées dans la grande distribution par l'industrie agroalimentaire. 
- Affogato
- Café
- Café frappé
- Café glacé
- Café glacé vietnamien
- Ice cappuccino
- Chocolat liégeois
- Dame blanche
- Irish coffee
- Latte glacé
- Milk-shake glacé
- Mocaccino
- Thé glacé
- Liste des boissons au café

## Au cinéma
- 1963 : Le Café liégeois, court métrage de Pierre Tchernia, avec Louis de Funès (filmographie de Louis de Funès, d’après la pièce de théâtre Bouboute et Sélection ou Café liégeois, des Branquignols de 1952)[12].

## Quelques autres recettes liées à l'histoire militaire
- Coq au vin, poulet Marengo, bœuf Wellington, Kamikaze (cocktail), B-52 (cocktail)...

## Liens
- Chocolat liégeois
- Liégeois (boisson)
- Histoire de la cuisine française
- Cuisine belge - Gastronomie wallonne
- Cuisine autrichienne - cuisine allemande